# Списак замкова у Словачкој
Списак замкова у Словачкој представља списак остатака средњовековне фортификационе архитектуре на територији републике Словачке. На списку се налазе:
- Замкови
- Утврђене куле (тзв. „донжон куле“)
- Манастирска утврђења

Овај списак није коначан и у фази је израде, а на њему се налази више назива за исто утврђење ради лакшег сналажења.

## Б
- Бојнички дворац(слч. Bojnický zámok) - Смештен је код истоименог места, недалеко од Нитре. Дворац у данашњем облику представља верзију француског дворца, из долине Лоаре.

## В
- Варински замак (Стари град на Ваху) (слч. Varínsky (Starý) hrad) - Налази се на северозападу земље у Жилинском крају. Данас су опстале рушевине замка из XIII века.

## Д
- Девински замак (слч. Devínsky hrad, hrad Devín) - Смештен изнад ушћа Мораве у Дунав у истоименом делу Братиславе и представља једну од најстаријих замкова (налази се у Нитранске кнежевине). Замак је данас солидно очувана.

## З
- Зборовски замак (Маковица) (слч. Zborovský hrad) - Налази се на североистоку земље у Прешовском крају. Данас су опстале рушевине готичке замка са елементима познијих епоха.

Зволенски замак:
Замак је данас скроз очувана у свом барокном облику.
- Стари Зволенски замак(Стари) Зволенски замак (Пусти замак) - Недалеко од Зволена, један од највећих замкова у источној Европи. Данас има остатака утврде.

## М
- Маковица (Зборовски замак) - Налази се на североистоку земље у Прешовском крају. Данас су опстале рушевине готичке утврда са елементима познијих епоха.

## О
- Оравски замак(слч. Oravský hrad) - Налази се на врху стене над Оравом, недалеко од Жилине. Замак је данас скроз очувана у свом ренесансном облику.

## П
- Пусти замак ((Стари) Зволенски замак) - Недалеко од Зволена, једна од највећих замкова у Европи по површини. Данас има остатака утврде.

## С
- Спишки замак (слч. Spišský hrad) - На истоку Словачке у истоименој области, један од највећих замкова у средњој Европи по површини. Данас има остатака утврде која се од 1993. године налази на УНЕСКОвој листи светске баштине(#620).
- Стари замак на Ваху (Варински замак) - Налази се на северозападу земље у Жилинском крају. Данас су опстале рушевине тврђаве из XIII века.
- Стречнијански замак - Налази се на северозападу земље у Жилинском крају. Данас су опстале рушевине готичке замка са елементима познијих епоха.

## Т
- Тематински замак(слч. Tematínsky hrad) - Налази се на западу земље близу Новог Места код Тренчина. Данас су опстале рушевине готичке утврде са елементима познијих епоха.
- Тренчински замак(слч. Trenčiansky hrad) - Градски замак у Тренчину на западу земље. Данас је већим делом очувана, у њој је смештен музеј и један је од националних споменика Словачке.

## Ц
- Црвени Камен (слч. Hrad Červený Kameň) - На крајњем западу Словачке. Замак је данас скроз очуван у свом ренесансном облику.

## Ш
- Шаришки замак - Налази се на североистокуу земље код Прешова и представља једну од највећих и најстаријих утврда у Словачкој чији корени датирају до неолита. Данас су опстале рушевине готичке замка из XIII века са елементима познијих епоха.